# La Princesse de Clèves
Pour les articles homonymes, voir La Princesse de Clèves (homonymie).
 (Juin 2007).
La Princesse de Clèves est un roman de Madame de La Fayette, publié anonymement en 1678. L'action du roman se situe à la cour des Valois « dans les dernières années du règne d'Henri Second », comme l'indique le narrateur dans les premières lignes du récit. Il s'agit donc d'un roman historique, même si l'œuvre inaugure, par de nombreux aspects (souci de vraisemblance, construction rigoureuse, introspection des personnages) la tradition du roman d'analyse. C'est en effet l'un des premiers romans psychologiques, ce qui explique sa modernité.
La Princesse de Clèves témoigne également du rôle important joué par les femmes en littérature et dans la vie culturelle du XVIIe siècle, marquée par le courant de la préciosité. Madame de La Fayette fréquentait avant son mariage le salon de la marquise de Rambouillet et, comme son amie Madame de Sévigné, faisait partie du cercle littéraire de Madeleine de Scudéry, dont elle admirait les œuvres.
Roman fondateur, La Princesse de Clèves est l’un des modèles littéraires de Balzac, Raymond Radiguet ou même Jean Cocteau.

## Première édition
Claude Barbin obtient le privilège le 18 janvier 1678 et l'achevé d'imprimer date du 8 mars. L'édition princeps comportait quatre volumes : un tome I de 211 pages, un tome II de 214 pages, un tome III de 216 pages, un tome IV de 213 pages.

## Résumé
L’histoire se déroule dans un cadre historique, entre les mois d'octobre 1558 et de novembre 1559, à la cour du roi Henri II, puis à celle de son successeur François II.
Mademoiselle de Chartres est une jeune fille de 16 ans qui arrive à la cour du roi Henri II. Le prince de Clèves tombe amoureux d'elle, mais ce sentiment n'est pas partagé. Ils se marient. Elle tombe amoureuse du duc de Nemours, mais leur amour est illégitime puisqu'elle est mariée. Afin d'éviter de le revoir, elle se retire de la cour et avoue sa passion à son mari. Celui-ci meurt de chagrin en pensant qu’elle l’a trompé. Elle décide alors de se retirer dans un couvent.

### Première partie
La première partie commence avec la description de l'univers de la cour de France « dans les dernières années du règne d'Henri second », époque où « la magnificence et la galanterie n'ont jamais paru avec tant d'éclat ». Madame de La Fayette brosse un portrait d'une cour emplie d'hypocrisie et de faux-semblants. C'est à cette cour que madame de Chartres introduit sa fille, d'une grande beauté mais aussi d'une grande vertu, dans le but de lui trouver un bon parti. Elle va très rapidement attirer l'attention des personnages de la cour et se faire aimer et admirer de tous, sauf de madame de Valentinois, qui éprouve une grande haine pour François de Vendôme, vidame de Chartres. En particulier, le chevalier de Guise, un cadet de famille insuffisamment fortuné, s'éprend de mademoiselle de Chartres, ainsi que monsieur de Clèves, qui était tombé fou amoureux d'elle avant même de connaître son identité et son statut social. Ce dernier souhaite l'épouser. Après l'échec de plusieurs tentatives de mariages particulièrement ambitieuses, madame de Chartres accepte de donner sa fille en mariage au prince de Clèves, bien que mademoiselle de Chartres n'éprouve pas de grands sentiments pour celui-ci. Après leur mariage, elle est invitée aux fiançailles du duc de Lorraine et de Claude de France, où elle rencontre le duc de Nemours, un personnage important qui aspirait à épouser la reine d'Angleterre ; ils dansent ensemble et tombent éperdument et secrètement amoureux l'un de l'autre. Seuls le duc de Guise et madame de Chartres ont su rapidement deviner cet amour. Madame de Clèves elle-même ne prendra conscience de ses propres sentiments que plus tard. La mère de la princesse de Clèves tombe gravement malade et, sur son lit de mort, elle avoue à sa fille qu'elle a remarqué sa passion pour le duc de Nemours et la met en garde : « Songez ce que vous devez à votre mari ; songez ce que vous vous devez à vous-même, et pensez que vous allez perdre cette réputation que vous vous êtes acquise et que je vous ai tant souhaitée ». Elle lui conseille de quitter la cour afin de fuir sa passion pour M. de Nemours.

### Deuxième partie
Le prince de Clèves raconte à sa femme que son ami Sancerre était amoureux depuis deux ans de Madame de Tournon, une veuve de la cour qui vient de décéder. Celle-ci lui avait promis, ainsi qu'à monsieur d'Estouteville, de l'épouser en secret. À la mort de Madame de Tournon, Sancerre est fou de douleur, d'autant plus qu'il découvre cette liaison secrète que Madame de Tournon et monsieur d'Estouteville entretenaient parallèlement à sa liaison avec elle. Monsieur d'Estouteville lui laisse quatre lettres que Madame de Tournon lui avait écrites, des lettres pleines de tendresse et de promesses de mariage. Le prince répète à Madame de Clèves le conseil qu'il a donné à Sancerre : « La sincérité me touche d'une telle sorte que je crois que si ma maîtresse et même ma femme, m'avouait que quelqu'un lui plût, j'en serais affligé sans en être aigri. Je quitterai le personnage d'amant ou de mari, pour la conseiller et pour la plaindre.»
Sur la demande de son mari, Madame de Clèves retourne à Paris et se rend compte de l'amour que lui porte le duc de Nemours, puisque celui-ci a renoncé à ses prétentions sur la couronne d'Angleterre pour elle. Elle sait qu'elle doit apprendre à cacher ses sentiments et contrôler ses actes. Bien qu'elle souhaite s'éloigner de M. de Nemours, son mari insiste pour qu'elle reste à Paris.
Lors d'un tournoi, le duc de Nemours est blessé, et Madame de Clèves ne se préoccupe que de Monsieur de Nemours, ce qui montre à ce dernier sa passion pour lui. Mais après ce tournoi la reine Dauphine lui confie une lettre qui serait tombée de la poche du duc de Nemours que lui aurait écrite une de ses supposées amantes. Folle de douleur et de jalousie, d'autant que la rumeur court que le duc de Nemours aurait depuis peu quelque passion secrète, Madame de Clèves, à qui la Reine Dauphine a remis la lettre pour qu'elle voie si elle pouvait en reconnaître l'écriture, la relit plusieurs fois au cours de la nuit.

### Troisième partie
Le vidame de Chartres, qui est venu trouver le duc de Nemours chez lui, lui avoue que cette lettre lui appartient et vient lui demander de l'aider à cacher cela. En effet, le vidame de Chartres est l'amant platonique de la reine, et il lui avait affirmé qu'il lui était parfaitement fidèle, alors qu'il entretenait toujours une relation avec Madame de Thémines dont cette lettre est la preuve. Il demande au duc de Nemours d'affirmer que cette lettre est à lui, mais ce dernier refuse de peur que Madame de Clèves n'y croie. Le vidame de Chartres remet une lettre au duc de Nemours pour qu'il puisse la montrer à la dame qu'il craint de fâcher, car elle prouve que la lettre trouvée est au vidame de Chartres et non au duc de Nemours. La reine demande à la reine Dauphine de récupérer la lettre, mais Madame de Clèves ne l'a plus en sa possession. Elle est chargée de la réécrire avec le duc de Nemours, ce qui leur fait passer des heures exquises ensemble.
Madame de Clèves se rend alors compte de l'amour toujours plus fort qu'elle éprouve pour lui, et demande à son mari de se retirer à la campagne. Celui-ci la suit. Elle lui avoue qu'elle aime un autre homme mais ne mentionne pas de nom même si monsieur de Clèves la presse de le faire. Le duc de Nemours a surpris cette conversation et comprend que la princesse de Clèves parlait de lui, car elle mentionne l'épisode du vol de son portrait au cours duquel elle avait surpris son amant en train de voler son portrait destiné à son mari.
Le duc de Nemours, fou de joie, révèle cette conversation au vidame de Chartres sous d'autres noms, sans dire que cette expérience est liée à lui. Bientôt toute la cour apprend ce fameux épisode, la princesse de Clèves au comble du désespoir le dit à son mari et le soupçonne d'avoir raconté son aveu pour pouvoir découvrir l’identité de son rival. Ignorant l'indiscrétion du duc de Nemours, ils s'accusent mutuellement d'être à l'origine de cette rumeur. Le prince de Clèves devine que c'est le duc de Nemours qu'aime son épouse.
Peu de temps après, un tournoi a lieu en l'honneur du mariage de Madame avec le roi d'Espagne. Le roi reçoit dans l'œil l'éclat d'une lance lors d'une joute avec le Comte de Montgomery. Au bout de dix jours, les médecins déclarent la maladie incurable, et le roi meurt.

### Quatrième partie
Le nouveau roi, François II, est sacré à Reims. Toute la cour s'y rend. La princesse de Clèves demande à son mari d'y échapper pour se rendre plutôt dans leur maison de campagne, à Coulommiers. Le duc de Nemours se rend compte que la princesse de Clèves n'est pas à Chambord. Surprenant une conversation entre le roi, le prince de Clèves et Madame de Martigues (qui avait rendu visite à la princesse de Clèves dans sa maison de campagne), il donne comme prétexte une affaire urgente à Paris pour se rendre à Coulommiers avec le désir de voir la princesse de Clèves. Le prince de Clèves, qui soupçonne le dessein du duc de Nemours, envoie un gentilhomme espionner ce dernier. Le duc de Nemours s'infiltre une première fois dans le cabinet ouvert de la princesse de Clèves, dans lequel il la surprend rêveuse devant un de ses portraits. Il tente d'entrer en contact avec elle, mais elle se retire précipitamment. La deuxième nuit, il essaie de nouveau de la voir, mais elle reste cloîtrée dans sa chambre. Le troisième jour, il lui rend visite avec sa sœur, et elle comprend que c'est bien lui qu'elle a vu dans son cabinet deux nuits auparavant.
Lorsque le gentilhomme envoyé comme espion rapporte au prince de Clèves la présence possible du duc de Nemours auprès de sa femme pendant deux nuits, le prince, persuadé qu'elle l'a trompé, est pris d'une violente fièvre. La princesse de Clèves revient à Blois après avoir appris son état inquiétant. Elle a une dernière conversation avec son mari agonisant, lors de laquelle elle nie toute liaison avec le duc de Nemours : « la vertu la plus austère ne peut inspirer d'autre conduite que celle que j'ai eue ; et je n'ai jamais fait d'action dont je n'eusse souhaité que vous eussiez été témoin ». Il la croit, lui pardonne et meurt.
Après la mort de son mari, la princesse de Clèves se retire à Paris dans la solitude, refusant toutes visites et se tenant éloignée de la vie de la cour. Après quelques mois de solitude, elle reçoit la visite de Madame de Martigues et apprend que le duc de Nemours est désespéré, qu'il a arrêté tout « commerce de femmes » et qu'il vient très souvent à Paris. Elle va d'ailleurs le croiser sans qu'il ne la voie au bout d'une allée, dans une sorte de cabinet ouvert de tous les côtés situé dans un jardin dans lequel il est allongé sur un banc. Cette rencontre fortuite cause une violente inquiétude dans le cœur de la princesse de Clèves et réveille sa passion. Le matin, la princesse de Clèves reconnaît de sa fenêtre le duc de Nemours, qui est en train de l'observer, et, surprise, s'en va promptement. Le duc de Nemours comprend qu'elle l'a reconnu.
Souhaitant revoir la princesse de Clèves, le duc de Nemours va retrouver le vidame de Chartres et lui avoue sa passion amoureuse. Ce dernier affirme avoir pensé qu'il était le seul digne de se marier avec la princesse depuis que cette dernière était veuve, et arrange un rendez-vous : il presse la princesse de Clèves de venir lui rendre visite, et le duc de Nemours arrivera par un escalier dérobé « afin de n'être vu de personne ».
Ils se retrouvent tous les deux, le duc de Nemours lui avoue sa passion et avoue également avoir surpris sa conversation entre elle et monsieur de Clèves alors qu'elle lui faisait l'aveu de sa passion pour un autre. La princesse de Clèves lui avoue enfin ses sentiments, mais affirme également que cet « aveu n'aura point de suite » et qu'elle suivra « les règles austères que son devoir lui impose ». En effet, elle considère que c'est de leur faute si son mari est mort.
La princesse de Clèves refusant de l'épouser malgré l'approbation du vidame de Chartres, le duc de Nemours suit le roi dans son voyage avec la cour d'Espagne, et la princesse de Clèves se retire dans les Pyrénées. Prise par une fièvre violente, elle frôle la mort, et, une fois remise, décide de passer une partie de l'année dans un couvent. Monsieur de Nemours vient lui rendre visite, elle refuse de le voir, intraitable. Désespéré, sa passion s'éteint peu à peu avec les années. Elle, s'adonne à des « occupations plus saintes que celles des couvents les plus austères ; et sa vie, qui fut assez courte, laissa des exemples de vertu inimitables. »

## Contextualisation

### Éléments historiques du roman
Les personnages de La Princesse de Clèves sont pour la plupart des personnages historiques, quoique quelques détails soient modifiés. Seul le personnage principal est imaginaire ; on retrouve dans son aventure de lointains échos du procès de Françoise de Rohan. Voici quelques descriptions de personnages historiques dans le roman :
- Jacques de Savoie-Nemours (1531-1585), fils du duc Philippe de Savoie-Nemours, petit-fils du duc Philippe II de Savoie et cousin germain du roi François Ier : « Ce prince était un chef-d’œuvre de la nature ; ce qu’il avait de moins admirable, c’était d’être l’homme du monde le mieux fait et le plus beau. Ce qui le mettait au-dessus des autres était une valeur incomparable, et un agrément dans son esprit, dans son visage et dans ses actions que l’on n'a jamais vu qu’à lui seul ; il avait un enjouement qui plaisait également aux hommes et aux femmes, une adresse extraordinaire dans tous ses exercices, une manière de s’habiller qui était toujours suivie de tout le monde, sans pouvoir être imitée, et enfin un air dans toute sa personne qui faisait qu’on ne pouvait regarder que lui dans tous les lieux où il paraissait. »
- Claude de France (1547-1575), seconde fille du roi Henri II, épouse en février 1559 le duc de Lorraine. Elle n'a que 11 ans. Elle meurt en couches à l'âge de 27 ans, en mettant au monde un neuvième enfant. C'est lors de ses fiançailles que, dans le roman de Mme de La Fayette, Madame de Clèves rencontre le duc de Nemours.
- Marie Stuart (1542-1587) est appelée pendant tout le roman la « reine dauphine ». En avril 1558, elle a en effet épousé le dauphin, fils aîné de Henri II, qui devient roi de France en juillet 1559 sous le nom de François II. Il n'a que seize ans quand il accède au trône. La reine dauphine a cet âge au moment où se déroule l'intrigue du roman.
- Marguerite de Valois (1523-1574), fille de François Ier, roi de France, et de la reine Claude de France : « Cette princesse était dans une grande considération par le crédit qu’elle avait sur le roi, son frère ; et ce crédit était si grand que le roi en faisant la paix, consentait à rendre le Piémont pour lui faire épouser le duc de Savoie. Quoiqu’elle eût désiré toute sa vie de se marier, elle n’avait jamais voulu épouser qu’un souverain, et elle avait refusé pour cette raison le roi de Navarre, lorsqu’il était duc de Vendôme, et avait toujours souhaité M. de Savoie ; elle avait conservé de l’inclination pour lui depuis qu’elle l’avait vu à Nice à l’entrevue du roi François premier et du pape Paul troisième. ».

### Influences littéraires

#### Préciosité
Dans sa jeunesse, Madame de La Fayette fréquente les salons précieux de l'hôtel de Rambouillet et de Madeleine de Scudéry. La préciosité marque encore le siècle, et l'influence de l’ouvrage phare du courant, l'Astrée d'Honoré d'Urfé, se fait toujours sentir dans la littérature. En femme écrivain ayant fréquenté les salons précieux, Madame de la Fayette s'inscrit dans la lignée de ces précieuses lettrées symbolisées par Madeleine de Scudéry.
La première et la plus évidente des marques de préciosité dans le roman est l'importance accordée au thème de l’amour, et la forme que prend ce dernier. Les salons précieux, en effet, se nourrissent de discussions sur l'amour, dans le but de résoudre des cas typiques, par exemple, une femme doit-elle céder à son amant ? L’amour est un thème central du mouvement précieux. Des questionnements de ce type se retrouvent dans l'ensemble de l'œuvre, de manière plus ou moins explicite. Par exemple, l'aveu que Madame de Clèves fait à son mari de son amour pour un autre pourrait donner lieu à une question précieuse : une femme doit-elle avouer à son mari qu’elle a un amant si elle souhaite se garantir contre cette passion ? La situation la plus explicite de conversation précieuse est celle qui voit la reine Dauphine et le prince de Condé discuter de l'opinion de monsieur de Nemours, qui trouve qu'un amant est malheureux si sa maîtresse va au bal.
Autre manifestation de la préciosité, la princesse de Clèves et le duc de Nemours représentent en quelque sorte l’idéal précieux : beaux, intelligents et gracieux, ils sont appelés à être au-dessus des autres humains. En somme, ils concentrent en eux toutes les qualités nécessaires à l’amour idéal, l’amour pur. Cela dit, l’amour précieux demeure généralement malheureux, comme celui qui unit la princesse et le duc.
En effet, l’amour est toujours teinté de jalousie, de tromperies. L’idéal précieux demeure un idéal, c’est-à-dire qu’il ne peut se réaliser que dans un cadre utopique semblable à celui de l’Astrée. Or, Madame de Clèves demeure irrémédiablement ancrée dans la réalité historique ; elle ne peut échapper à la jalousie. « Mais elle se trompait elle-même ; et ce mal, qu’elle trouvait si insupportable, était la jalousie avec toutes les horreurs dont elle peut être accompagnée. » (Deuxième Partie)
La conception de l’amour précieux s’illustre par ailleurs dans les valeurs défendues, au fil du roman, par divers personnages. De façon assez générale, ces valeurs reprennent celles qui sont modélisées par la Carte de Tendre. Elles constituent l’idéal amoureux précieux, idéal bien entendu inaccessible.
Le poids de la préciosité dans la Princesse de Clèves se remarque également par l’emploi fréquent d’un vocabulaire précieux, éthéré, de termes vagues et abstraits, et de néologismes précieux sous forme d’adverbes. Deux exemples de cet emploi du vocabulaire précieux :
- « [...] elle loua Monsieur de Nemours avec un certain air qui donna à Madame de Chartres la même pensée qu’avait eue le chevalier de Guise » (Première Partie)
- « Je crois devoir à votre attachement la faible récompense de ne vous cacher aucun de mes sentiments et de vous les laisser voir tels qu’ils sont. » (Quatrième Partie)

« Ni la philosophie cartésienne, ni la morale précieuse ne nous donneront la clef du roman. »

#### Le théâtre classique
Certes, la Princesse de Clèves est influencée par son prédécesseur le roman baroque, ce qui apparaît nettement à la lecture. Néanmoins, d’un point de vue formel, l’influence de la dramaturgie classique sur l’écriture de Mme de La Fayette est flagrant. En effet, le mariage de M. et Mme de Clèves constitue le « nœud » de l’intrigue, au sens aristotélicien. Sans leur rencontre chez le bijoutier, qui intervient avant celle de M. de Nemours et de la jeune fille au bal, cette dernière n’aurait sûrement pas achevé sa vie aussi pieusement. Dans cette perspective, l’on peut se porter à rêver d’une idylle entre les deux amants. Le dénouement et sa morale en auraient été bouleversés. Par ailleurs, l’aveu de la princesse constitue le « renversement » précipitant la « catastrophe ». Cette dernière, développée par Aristote dans sa Poétique, correspond au rapport du gentilhomme à son maître, M. de Clèves. À partir de cette trame, qui se retrouve dans le théâtre du XVIe et du XVIIe siècle, il semble que le dénouement soit, non pas la mort de la princesse, ni même sa décision lors de l’entretien avec M. de Nemours, mais la mort de son époux, qui scelle la fin de l'histoire. Le « dénouement » prend alors tout son sens puisque le « nœud » est enfin dénoué : celui de l’intrigue et celui du mariage, car la princesse n’est plus liée à M. de Clèves. On peut également considérer que La Princesse de Clèves observe à sa manière les règles du théâtre classique : l'unité de temps (le roman se déroule sur une année), l'unité d'action et le souci de vraisemblance lié à l'ancrage historique et au soin porté à l'analyse psychologique des personnages.

### Influences dogmatiques

#### Jansénisme
Une autre influence particulièrement prégnante dans le milieu littéraire de l’époque est celle du jansénisme de Port-Royal. Il apparaît tant dans les  Réflexions ou sentences et maximes morales et réflexions diverses de monsieur de La Rochefoucauld que dans les pièces de  Racine. Madame de La Fayette, amie de monsieur de La Rochefoucauld, fréquente également les milieux jansénistes. La Princesse de Clèves porte les marques de cette influence.
Cette influence s’exprime assez simplement dans le roman par l’incapacité continuelle de Madame de Clèves à exprimer correctement ses problèmes, et à les affronter. En effet, la plupart des soliloques qui ponctuent le récit posent de faux problèmes. Il ne s’agit pas, par exemple, de combattre un coupable amour mais de le cacher à la cour. Il ne s’agit pas d’avoir été indigne envers son mari, mais d’avoir paru indigne à monsieur de Nemours.
Cette mauvaise foi permanente de Madame de Clèves introduit, on le voit bien, le thème du paraître, qui domine dès l’ouverture de la nouvelle, depuis la description de la cour jusque dans les soliloques de la jeune femme. À la cour, rien n’est ce qu’il semble être, et il faut se garder des apparences : l’homme est menteur. « Si vous jugez sur les apparences en ce lieu-ci, répondit madame de Chartres, vous serez souvent trompée : ce qui paraît n’est presque jamais la vérité. » (Première Partie)
Dès lors, la cour n’est qu’un vaste ensemble de cabales et autres jeux d’influences. La direction du pays est tout entière livrée aux passions des princes et des princesses, et la religion même est occultée par l’ambition de la gloire. Ainsi, à la mort du roi, ce ne sont pas la pitié et la piété qui dominent, mais bien les jeux de pouvoir. « Une cour aussi partagée et aussi remplie d’intérêts opposés n’était pas dans une médiocre agitation à la veille d’un si grand événement ; néanmoins, tous les mouvements étaient cachés et l’on ne paraissait occupé que de l’unique inquiétude de la santé du roi. » (Troisième Partie)
L’être humain est dominé par des passions par lesquelles il développe ses vices. Même la plus innocente des créatures, Madame de Clèves, fait preuve de duperie lorsque l’intérêt de ses passions est en jeu. Elle ment en effet à la reine dauphine à propos de la lettre de Madame de Thémines et elle est dissimulatrice face à son mari. Certes, l’aveu est apparemment une preuve de transparence, mais il est fait par stratégie, dans le but qu'elle puisse se tenir éloignée de la cour et éviter le duc de Nemours. Elle insiste sur le courage qu'il lui a fallu pour faire un tel aveu :

« Quelque dangereux que soit le parti que je prends, je le prends avec joie pour me conserver digne d’être à vous. [...] Songez que pour faire ce que je fais, il faut avoir plus d’amitié et plus d’estime pour un mari que l’on n’en a jamais eu : conduisez-moi, ayez pitié de moi, et aimez-moi encore, si vous pouvez. »

— Troisième partie du livre
En somme, la vertu de Madame de Clèves est à relativiser. Comme les autres, la princesse dissimule, jouet de ses passions et de l'empire des apparences. Sa vertu même est toujours mise en scène, à l’image de la vertu stoïque pour les jansénistes, comme lors du dernier entretien avec monsieur de Nemours. La dernière phrase de la nouvelle est éloquente :

« [...] sa vie, qui fut assez courte, laissa des exemples de vertu inimitables. »

 (Quatrième Partie)

#### Le mouvement libertin
L'influence du mouvement libertin sur l'œuvre est relativement discrète et prend des formes variées, allant du libertinage de mœurs au simple libertinage d'esprit.
C'est au XVIe siècle que le terme libertin a pris une connotation négative, particulièrement dans le contexte des guerres de religion où il désigne ceux qui s'éloignent de la foi véritable. Au XVIIe siècle, on considère que le terme renvoie à une personne impie ou débauchée, mais il peut également revêtir un usage social et désigner une personne qui s'accorde des divertissements, sans connotation sexuelle particulière.
Les deux figures principales du libertinage sont le duc de Nemours et le vidame de Chartres. Ils représentent l’homme libertin, qui peut se hisser au-dessus des conventions sociales pour vivre pleinement, jouir par les sens et par l’esprit, et également être libre de toute contrainte.
Cette liberté se manifeste sous deux rapports : une liberté vis-à-vis des codes sociaux et une liberté vis-à-vis des codes moraux.
La liberté vis-à-vis des codes sociaux n’est jamais plus présente que lors de l’affaire d’Angleterre. Le duc de Nemours n’hésite pas à rejeter toutes ses obligations diplomatiques, patriotiques, tant envers la France que l’Angleterre, pour se consacrer entièrement à sa passion présente pour Madame de Clèves. Le roi, symbole de l’ordre social et religieux, ne manque pas d’exprimer son mécontentement à ce propos.
La liberté vis-à-vis des codes moraux est particulièrement visible dans l’aventure du vidame de Chartres. Ce dernier n’hésite pas à multiplier les liaisons, et à faire de faux serments, à tromper tant la reine que Madame de Thémines, tout en entretenant une liaison avec une femme de petite vertu.
Du point de vue du libertinage de mœurs, il faut commencer par noter les fréquentes allusions aux multiples conquêtes tant de monsieur de Nemours que du vidame de Chartres. Jouissance physique, donc, sexuelle même.
Mais le fil conducteur du libertinage de mœurs dans le roman peut se trouver dans la conduite du duc de Nemours, qui épie à plusieurs reprises Madame de Clèves avec délectation. « Voir, au milieu de la nuit, dans le plus beau lieu du monde, une personne qu’il adorait, la voir sans qu’elle sût qu’il la voyait, et la voir tout occupée de choses qui avaient du rapport à lui et à la passion qu’elle lui cachait, c’est ce qui n’a jamais été goûté ni imaginé par nul autre amant. » (Quatrième Partie)

## Réception de l’œuvre
La réception de La Princesse de Clèves a beaucoup évolué au fil des siècles, ainsi qu'en témoigne Marie Darrieussecq dans l'interview qu'elle accorde en 2009 à Flammarion pour la nouvelle édition du roman : 

« Les premiers lecteurs de Mme de Lafayette, au XVIIe siècle, le jugèrent invraisemblable: quelle épouse pense devoir informer son mari de ses tentations adultères ? Au XVIIIe siècle, cet aveu, on l'a trouvé charmant. Au XIXe, immoral. Au XXe, idiot : mais qu'elle l'épouse donc, son bellâtre de cour ! Et au début du XXIe, on dit qu'il ne faut plus lire ce livre. »

Toutefois ce témoignage lapidaire ne rend pas compte du nombre élevé de lecteurs du roman, même encore actuellement. Il n'engage que son auteure. Un exemple du succès de ce roman : en 2008, les ventes ont progressé de 40% chez Hatier, et doublé au Livre de Poche. Mais les rééditions antérieures sont la meilleure preuve du succès de cette œuvre : 210 éditions, depuis la première jusqu'à nos jours, recensées par la BNF.

### Réception contemporaine
Ce fut un très grand succès dès sa publication et l’attente pouvait durer des mois pour recevoir une copie du roman. Le roman était aussi le sujet de nombreuses discussions en société et au sein des salons, et n’a pas échappé à la critique mondaine. Le débat portait aussi sur le nom de l’auteur.
Voici ce qu'écrit Madame de Sévigné à Bussy-Rabutin, au sujet de La Princesse de Clèves :

« Elle ne sera pas sitôt oubliée. C'est un petit livre que Barbin nous a donné depuis deux jours, qui me paroît une des plus charmantes choses que j'aie jamais lues. »

— Madame de Sévigné, Lettres de Madame de Sévigné, de sa famille et de ses amis, vol. V, L. Hachette, 1862 (lire en ligne), p. 424

### Réception duXVIIIeauXXesiècle
La Princesse de Clèves est évoquée comme l’un des modèles littéraires qui ont inspiré à Balzac, au XIXe siècle, le personnage de Madame de Mortsauf dans Le Lys dans la vallée. Le Bal du comte d'Orgel de Raymond Radiguet, au XXe siècle, a une intrigue similaire à celle du roman de Mme de La Fayette.
Au XXe siècle, l’œuvre et son auteur, désormais popularisées par le cinéma, sont systématiquement citées dans les manuels scolaires. Le roman apparaît aux programmes des examens et concours de l’Éducation nationale.

### Réception auXXIesiècle
La conjoncture politique française des années 2000 redonne une certaine notoriété au roman. Le 23 février 2006 à Lyon, Nicolas Sarkozy, alors ministre de l'Intérieur visant l'élection présidentielle de l'année suivante, ironise sur la présence de l'œuvre au programme du concours d'attaché d'administration :

« L'autre jour, je m'amusais, on s'amuse comme on peut, à regarder le programme du concours d'attaché d'administration. Un sadique ou un imbécile, choisissez, avait mis dans le programme d'interroger les concurrents sur La Princesse de Clèves. Je ne sais pas si cela vous est souvent arrivé de demander à la guichetière ce qu'elle pensait de La Princesse de Clèves… Imaginez un peu le spectacle ! »

Le propos est quasiment réitéré le 10 juin 2006, devant les adhérents de l'UMP. En 2008, alors président, Sarkozy déclara « J'ai rien contre, mais… bon, j'avais beaucoup souffert sur elle ». Des voix s'élèvent dans l'opposition de droite, où ces propos sont perçus comme une atteinte au patrimoine culturel de la France et dans l'opposition de gauche. Les remarques du candidat et du président sont en général peu commentées dans l'actualité. En revanche, elles sont exploitées par le mouvement d'opposition à la politique universitaire de Valérie Pécresse, les enseignants envoyant à l'Élysée des exemplaires du roman. Dans les manifestations, des pages sont lues au mégaphone. Une parodie circule pendant le mois de février 2009, qui commence ainsi : 

« La magnificence et l'économie n'ont jamais paru en France avec tant d'éclat que dans les dernières années du règne de Nicolas premier. Ce prince était galant, mobile et amoureux ; quoique sa passion pour la vitesse eût commencé, il y avait plus de vingt ans, elle n'en était pas moins violente, et il n'en donnait pas des témoignages moins éclatants. […] »

 En mars 2009, à l'occasion du Salon du Livre de Paris, un badge Je lis La Princesse de Clèves est distribué à l'initiative de l'Observatoire du livre et de l'écrit en Île-de-France.
En 2008, en réaction à ces propos, Christophe Honoré adapte au cinéma le roman sous le titre La Belle Personne. Il transpose l'intrigue au XXIe siècle. En 2010, 2018 et 2022, La Princesse de Clèves est au programme de l'épreuve de lettres commune aux Écoles normales supérieures d'Ulm et de Lyon. En 2014, l'œuvre est publiée dans la Bibliothèque de la Pléiade. En 2020, il est au programme du baccalauréat général.

## Éditions illustrées ou debibliophilie
- 1820 : Chez Veuve Lepetit, libraire à Paris, avec des gravures d'Edme Bovinet d'après Pierre Jean Baptiste Isidore Choquet.
- 1922 : La Princesse de Clèves est le premier ouvrage publié par la nouvelle société d'Henri Piazza, « Le Livre français »[48].
- 1925 : Aux éditions Ferroud, Librairie des Amateurs, avec des illustrations de Sergueï Solomko.
- 1929 : 
  - Charlotte Alix (Jeanne Rosoy) illustre La Princesse de Clèves, dans la collection « Les Chefs-d'œuvre illustrés », aux Éditions de la Pléiade de Jacques Schiffrin.
  - Aux Éditions d’art Devambez, avec 20 eaux-fortes originales gravées par Étienne Drian.
- 1942 : Aux éditions Émile-Paul Frères, Paris, avec des illustrations d'André Édouard Marty.
- 1948 : Avec un frontispice de Michel Ciry, Paris, Delamain et Boutelleau, coll. « Cent romans français »
- 1980 : Aux éditions de l'Imprimerie nationale, coll. « Lettres françaises », Paris, texte présenté et commenté par Jean Mesnard, avec des illustrations de Roger Vieillard.
- 2010 : Le Collectif anonyme publie le livre d'artiste La Princesse de Clèves par la Marquise de Lafayette par le Collectif anonyme. « Le principe de la collection est de faire tenir sur une seule surface l’intégralité d’un texte choisi. Le nom « Corps 1 » se réfère à la petitesse des caractères[49]. »

## Adaptations

### Cinéma
- 1961 : La Princesse de Clèves de Jean Delannoy avec Jean Marais et Marina Vlady ;
- 1999 : La Lettre de Manoel de Oliveira ;
- 2000 : La Fidélité de Andrzej Żuławski ;
- 2008 : La Belle Personne de Christophe Honoré ;
- 2011 : Nous, princesses de Clèves de Régis Sauder.

### Musique
- 1965 : La Princesse de Clèves, opéra de Jean Françaix et Marc Lanjean.

### Théâtre
- 1995 : La Princesse de Clèves[50] mise en scène et interprété par Marcel Bozonnet[51] ;
- 2016 : La Princesse de Clèves, mise en scène de Magali Montoya, création à la MC2 de Grenoble en janvier[52]. Accompagné de l'album illustré de Sandra Detourbet L'Encre sur le papier de La Princesse de Clèves, Ivry-sur-Seine, Émergence, coll. « Captures plastiques »[53].

### Bande dessinée
- 2019 : La Princesse de Clèves, de Claire Bouilhac et Catel, Dargaud  (ISBN 978-2205-07595-3).

### Littérature
- 2011 : Clèves, roman de Marie Darrieussecq.

### Livre audio
- 1981 : La Princesse de Clèves, mise en voix par Michèle Morgan, éditions des femmes, coll. « Bibliothèque des voix ».

### Danse
- 2022 : le ballet La Princesse de Clèves est créé en mars pour l’opéra-théâtre de l’Eurométropole de Metz, par le chorégraphe Julien Guérin avec une scénographie d’Antoine Fontaine, les lumières de Dominique Drillot et les costumes de Julie Lance[54],[55],[56].